# Nuoto ai Giochi asiatici
Il nuoto è inserito nel programma dei Giochi asiatici sin dall'edizione del 1951.

## Edizioni
| Giochi | Anno | Sede        | Gare |
| ------ | ---- | ----------- | ---- |
| I      | 1951 | Nuova Delhi | 8    |
| II     | 1954 | Manila      | 13   |
| III    | 1958 | Tokyo       | 21   |
| IV     | 1962 | Giacarta    | 21   |
| V      | 1966 | Bangkok     | 23   |
| VI     | 1970 | Bangkok     | 24   |
| VII    | 1974 | Teheran     | 25   |
| VIII   | 1978 | Bangkok     | 29   |
| IX     | 1982 | Nuova Delhi | 29   |
| X      | 1986 | Seul        | 29   |
| XI     | 1990 | Pechino     | 31   |
| XII    | 1994 | Hiroshima   | 31   |
| XIII   | 1998 | Bangkok     | 32   |
| XIV    | 2002 | Busan       | 32   |
| XV     | 2006 | Doha        | 38   |
| XVI    | 2010 | Canton      | 38   |
| XVII   | 2014 | Incheon     | 38   |
| XVIII  | 2018 | Giacarta    | 38   |
| XIX    | 2023 | Hangzhou    | 38   |